# Неа-Анхиалос
Не́а-Анхи́алос (греч. Νέα Αγχίαλος) — малый город в Греции. Административно относится к общине Волос в периферийной единице Магнисия в периферии Фессалия. Расположен на высоте 35 м над уровнем моря, на западном берегу залива Пагаситикос, на южных склонах холмов, которые окаймляют с севера Крокусово поле. Население 5132 человека по переписи 2011 года.
Близ Неа-Анхиалоса расположен аэропорт, который также является базой Военно-воздушных сил Греции для 111-го боевого крыла истребителей F-16.

## Название
Название получил от древнего города Анхиал (ныне Поморие в Болгарии). Анхиал (др.-греч. Ἀγχίαλος, Anchialum) означает «близкий к морю» от ἄγχι — близко и ἅλς — море.

## История
Современный город в раннехристианских период назывался Фивы Фтиотидские. Город развился во II веке на месте древнего Пираса. В двух стадиях от Пираса находился Деметрий (др.-греч. Δημήτριον) — святилище Деметры. Пирас служил портом древнего города Фивы Фтиотидские. 
В трактате «Синекдем» географа Иерокла Фивы Фтиотидские занимают третье место среди городов. Это был важный порт, но также и религиозный центр, который пережил исключительное экономическое и культурное процветание с IV по конец VI века. Фивы Фтиотидские — один из важнейших раннехристианских центров и резиденция епархии. 
В VII веке раннехристианский город Фивы Фтиотидские разрушен. После IX века город постепенно покинут жителями, которые переселились в район Алмироса.
В 1907 году город заселён беженцами из Восточной Румелии и назван Неа-Анхиалос в память об их старом городе на Чёрном море, который они покинули в 1906 году.

## Археология
Раскопки раннехристианского города Фивы Фтиотидские в Неа-Анхиалосе начаты в 1924 году археологом Георгиосом Сотириу и продолжаются до сих пор.
Раскопки выявили важные памятники, в том числе части укреплений, портовые сооружения, девять базилик с хозяйственными постройками, большой комплекс общественных зданий, бани, дороги, магазины, частные резиденции и виллы, а также обширные кладбища. Особого упоминания заслуживают четыре базилики внутри стен, скульптурная отделка и мозаичные полы которых впечатляют как богатой тематикой, так и безупречной техникой.
Наиболее близким аналогом базилики D является базилика Курси. Базилику A (ок. 470) предварял 3-нефный нартекс с круглым обходом по западной стороне, по сторонам нартекса — длинные залы с апсидами на западе, северная из них служила баптистерием. Базилика D — самая большая в Неа-Анхиалосе и украшена мозаикой и резьбой по мрамору.

## Сообщество Неа-Анхиалос
Сообщество Неа-Анхиалос (Κοινότητα Νέας Αγχιάλου) создано в 1912 году (ΦΕΚ 262Α). В сообщество входит 6 населённых пунктов. Население 6131 человек по переписи 2011 года. Площадь 47,977 км².
| Населённый пункт | Население (2011), человек |
| ---------------- | ------------------------- |
| Айос-Еорьос      | 43                        |
| Веланидья        | 226                       |
| Димитриада       | 66                        |
| Критарья         | 311                       |
| Маратос          | 353                       |
| Неа-Анхиалос     | 5132                      |

## Население
| Год  | Население, человек |
| ---- | ------------------ |
| 1991 | 4457               |
| 2001 | 5259               |
| 2011 | ↘ 5132             |